# Jardin Nomade
Jardin Nomade är en park och en kollektiv trädgård i Paris, belägen i hörnet av Rue Charles Delescluze och Rue Trousseau i 11:e arrondissementet. Jardin Nomade drivs av kvartersborna och används både för individuella och gemensamma odlingar bland vilka återfinns frukter, grönsaker, aromatiska örter och blommor.

### Webbkällor
- ”Jardin Nomade”. Mairie Onze Paris. Arkiverad från originalet den 20 augusti 2016. https://web.archive.org/web/20160820123109/http://www.mairie11.paris.fr/mairie11/jsp/site/Portal.jsp?document_id=19715&portlet_id=4274. Läst 13 augusti 2016.
- Flavien, Pauline (11 september 2015). ”Jardin Nomade, jardin partagé Paris 11e”. Evous France. http://www.evous.fr/Jardin-Nomade-jardin-partage-Paris-11e,1137131.html. Läst 13 augusti 2016.
- ”Le Jardin Partagé – Le Jardin Nomade”. Association du Quartier Saint-Bernard. http://www.qsb11.org/nos-activites/le-jardin-partage/. Läst 13 augusti 2016.